# 布施正
布施 正（ふせ ただし、1921年9月23日 - 2001年6月11日）は、日本中央競馬会 (JRA) ・栗東トレーニングセンターに所属していた調教師。宮崎県出身。
父は布施文蔵（元調教師）、義理の弟（妹の夫）に二分久男（元調教師）、義理の息子（娘たちの夫）に新川恵（元調教師）、岩元市三（調教師）、柴田光陽（調教師）らがいる。

## 来歴
尋常小学校を修了後、旧制宮崎中学（現・宮崎県立宮崎大宮高等学校）に通いながら、宮崎競馬場の父・布施文蔵の厩舎で騎手見習となる。1937年、中学を4年で中退し、阪神競馬場の新堂捨蔵厩舎に弟子入りする。1943年12月、兵役に就く。1945年12月、復員。
1947年、騎手免許を取得し、新堂捨蔵厩舎に所属する。1949年、小倉競馬場の父・布施文蔵厩舎に移籍する。
1952年、調教師免許を取得し、小倉競馬場で開業。翌1953年、阪神競馬場に移籍。
1966年、日本経済新春盃のパワーラツスルで重賞初制覇。
1969年、栗東トレーニングセンター開設にともない阪神競馬場から栗東へ移転する。
1976年から1985年まで日本調教師会副会長・関西本部長を務める。
1989年、管理馬のバンブービギンがJRA賞最優秀父内国産馬を受賞する。
1997年、2月24日に阪神競馬場で行われた引退式に参加し、2月28日付で調教師を引退した。調教師成績は、中央競馬通算8337戦817勝。
2001年、6月11日に栗東町（当時）の済生会病院で死去。79歳没。

## おもな管理馬
- ディクタボーイ（1973年 シンザン記念、阪神大賞典）
- キングラナーク（1977年 中日新聞杯、1978年 中京記念、大阪杯）
- スリーファイヤー（1978年阪急杯、金鯱賞、1979年中日新聞杯、北九州記念）
- ネーハイジェット（1979年 きさらぎ賞、高松宮杯、神戸新聞杯）
- ラフオンテース（1979年デイリー杯3歳ステークス、阪神3歳ステークス、1981年北九州記念、小倉記念、朝日チャレンジカップ）
- バンブーアトラス（1982年 東京優駿）
- シンブラウン（1983年阪神大賞典、1984年阪神大賞典）
- ダイナシュペール（1984年小倉3歳ステークス）
- ニューファンファン（1985年 毎日杯）
- シンチェスト（1987年 京都記念）
- バンブービギン（1989年 京都新聞杯、菊花賞）
- ハクタイセイ（1990年 若駒ステークス、きさらぎ賞、皐月賞）
- ムーンセレナード（1990年北九州短距離ステークス）
- テイエムハリケーン（1992年 札幌3歳ステークス）
- ネーハイシーザー（1993年 中日スポーツ賞4歳ステークス、1994年大阪杯、京阪杯、毎日王冠、天皇賞（秋））
- テイエムジャンボ（1996年 京都金杯、京都記念）
- ネーハイジャパン（1996年東京障害特別〈秋〉）
- ファンドリショウリ（1996年中日新聞杯、愛知杯）

## おもな厩舎所属者
※太字は門下生。括弧内は厩舎所属期間と所属中の職分。
- 二分久男（1962年-1965年 騎手）
- 新川恵（1973年-1978年 騎手）
- 岩元市三（1974年-1989年 騎手）
- 石栗龍彦（1981年-1984年 厩務員、調教助手）